# Фрюауф, Иоганн Людвиг Вильгельм
Иоганн Людвиг Вильгельм Фрюауф (нем. Johann Ludwig Wilhelm Früauf, в России Иван Фёдорович Фриоф; 30 октября 1760, Нойдитендорф — 1826?) — немецкий врач на российской службе, известный как переводчик русской поэзии на немецкий язык.
Старший сын священника-гернгутера Иоганна Фридриха Фрюауфа (1729—1799). Изучал медицину в Лейпцигском университете, в 1790 г. получил в Йенском университете степень доктора медицины, защитив диссертацию «О причинах артрита» (лат. De causis arthritidis). В 1792 г. уехал в Россию, где работал врачом.
В ходе Отечественной войны 1812 года врач передвижного госпиталя. Во время марша русской армии из Калуги на Орёл заболел тифом и остался в больнице в Орле. Здесь с ним, согласно его воспоминаниям, познакомилась Екатерина Протасова, единокровная сестра Василия Жуковского, которая пригласила его в своё имение Муратово. В этом имении Фрюауф провёл 1813—1814 гг. Значительную часть этого времени там же провёл и Жуковский, влюблённый в дочь Екатерины Протасовой Марию; Фрюауф упоминается в шуточном стихотворении Жуковского «Не имею я Кирхгофа…» (1814).
Под впечатлением от общения с Жуковским Фрюауф обратился к переводам современной русской поэзии на немецкий язык. В 1819 году он выпустил сборник «Стихи разных русских поэтов, воссозданные доктором Иоганном Людвигом Вильгельмом Фрюауфом» (нем. Gedichte verschiedenen russischen Dichtern, nachgebildet von Dr. Johann Ludwig Wilhelm Früauf), который стал первой немецкоязычной антологией русской поэзии. В сборник вошли стихотворение Гавриила Державина «Пчёлка», басни Ивана Дмитриева «Роза и Репейник» и «Модная жена», басни Ивана Крылова «Гуси» и «Осёл и Соловей», стихотворения Жуковского «Певец», «Добрая мать» и «Светлана».
В 1821—1826 гг. служил библиотекарем в Императорской публичной библиотеке. Согласно воспоминаниям О. А. Пржецлавского, погиб (был сбит каретой) по дороге на работу.
Братья — священники Фридрих Ренатус Фрюауф (1764—1851) и Карл Якоб Фрюауф (1768—1839), второй из них также работал в России (пастор в Диттеле и Гримме).